# استاروکورزیا
استاروکورزیا (انگلیسی: Starokurzya) یک شهرک در شهرستان بورایفسکی باشقیرستان کشور روسیه است.